# Neoregelia zaslawskyi
Neoregelia zaslawskyi là một loài thực vật có hoa trong họ Bromeliaceae. Loài này được E.Pereira & Leme mô tả khoa học đầu tiên năm 1985.